# استاد عروسکی: ریچ کوچک
استاد عروسکی: ریچ کوچک (به انگلیسی: Puppet Master: The Littlest Reich) یک فیلم سینمایی آمریکایی کمدی ترسناک محصول سال ۲۰۱۸ به کارگردانی سونی لاگونا و تامی ویکلوند است و توسط اس کریگ زالر به نگارش درآمده است. و بازیگران اصلی فیلم توماس لنون، کندی سامرز، باربارا کرامپتون و اودو کیر هستند. این فیلم در تاریخ ۱۷ اوت ۲۰۱۸ توسط کمپانی آرال‌جی‌ای فیلمز منتشر شد و از فوریه سال ۲۰۱۹ این فیلم از طریق فروش بیش از ۶۰۰ هزار دلار درآمد کسب کرده‌است.
فیلم اولین بار در جشنواره اورلوک در تاریخ ۲۰ آوریل ۲۰۱۸ به نمایش درآمد و در ۲۳ ژوئیه ۲۰۱۸ در جشنواره بین المللی فیلم فانتزی کانادا به نمایش درآمد. در ۲۷ اوت ۲۰۱۸ توسط کمپانی آرال‌جی‌ای فیلمز پخش شد. فیلم به طور کلی با نظر مثبت منتقدان همراه بود.

## داستان
جوانی به نام ادگار بعد از جدایی از همسرش به آدمی ناامید و سرگردان تبدیل می‌شود و آدمی که در زندگی اش هیچ هدفی ندارد تا اینکه در کمد همسر سابقش با عروسکی روبرو می‌شود و بعد از دیدن عروسک تصمیم می‌گیرد تا در حراجی عروسک‌ها که در ۳۰ آوریل برگزار می‌شود آن را بفروشد و پولی از فروش آن بدست آورد، در این راه دوستانش نیز او را همراهی می‌کنند ولی هنگامی که به حراجی می‌روند نیروی عجیب که از روحی شیطانی است تمام عروسک‌ها را تسخیر می‌کند و آنها را قاتلانی وحشیانه تبدیل می‌کند که…

## بازیگران
- توماس لنون در نقش ادگارد ایستون
- جنی پلیسر در نقش اشلی سامرز
- نلسون فرانکلین در نقش مارکو
- شارلین یی در نقش نریسا
- مایکل پار در نقش کاراگاه براون
- ماتیاس هیوز در نقش استروملسون
- باربارا کرامپتون در نقش کارول
- اودو کی‌یر در نقش آندره تولون
- کندی سامرز در نقش گلدی